# Union sportive Colomiers football
El Unión Deportivo Colomiers Football es un equipo de fútbol de Francia que juega en el Championnat National 3, la quinta liga de fútbol más importante del país.

## Historia
Fue fundado en el año 1932 en la ciudad de Colomiers, en Haute-Garonne y logró ascender al Championnat National por primera vez en la temporada 2012/13.

## Jugadores

### Jugadores destacados
- Dominique Arribagé
- Saïd Benrahma